# Tangal-e Mazār
Tangal-e Mazār (persiska: ثنگل مزار, Tangal Mazār) är en ort i Iran.   Den ligger i provinsen Khorasan, i den nordöstra delen av landet, 800 km öster om huvudstaden Teheran. Tangal-e Mazār ligger 1 716 meter över havet och antalet invånare är 469.
Terrängen runt Tangal-e Mazār är kuperad söderut, men norrut är den platt.Runt Tangal-e Mazār är det glesbefolkat, med 13 invånare per kvadratkilometer. Närmaste större samhälle är Jīzābād, 20,0 km öster om Tangal-e Mazār. Omgivningarna runt Tangal-e Mazār är i huvudsak ett öppet busklandskap.